# L'uomo che morì tre volte
L'uomo che morì tre volte (The Man Who Finally Died) è un film del 1963 diretto da Quentin Lawrence. 
Il film è tratto da una serie televisiva del 1959 prodotta dalla ATV, con lo stesso titolo The Man Who Finally Died.

## Trama
Joe Newman riceve una richiesta di aiuto dalla Germania da parte di suo padre e così si reca immediatamente a Konigsbaden. Giunto nel paese della Baviera in cui nacque col nome di Joachim Deutsch, ma dal quale poi emigrò a soli nove anni cambiando nome, scopre che in realtà si è appena celebrato il funerale di suo padre. Lui per altro lo sapeva morto da 20 anni. 
Evidentemente qualcuno ha voluto che tornasse, ma non è chiaro chi sia e perché. Joe sospetta che non sia il padre quello appena seppellito a Stoccarda e le stranezze aumentano man mano che approfondisce la conoscenza dei fatti.
Il padre aveva una nuova moglie, Lisa, mentre il ruolo del professore von Brecht non appare trasparente. La polizia locale non gradisce le indagini di Newman, al quale si interessa invece un certo Brenner che si presenta come un ispettore assicurativo, interessato come a lui a vederci più chiaro.
Si scoprirà che quest'ultimo è invece una spia sovietica che vuole portare oltrecortina un importante scienziato, nascosto appunto da von Brecht, che ha giocato anche con l'identità di Kurt Deutsch per condurre i suoi traffici, e ha chiamato Newman per controllare di non aver preso l'uomo sbagliato.
Raggiunto sul treno che lo porta verso est, accompagnato da Maria, vittima come lui dei giochi spionistici fatti sulle identità dei genitori, Joe capisce che la persona che l'uomo prima nascosto poi trasportato non è il padre ma appunto un anziano scienziato. Fatto fuori Brenner, Joe riesce a salvare e liberare lo stesso. In fine rende omaggio alla tomba del padre, effettivamente morto molto tempo dopo rispetto a quanto lui avesse creduto, ma prima di averlo potuto rincontrare.